# Acid miristic
Acidul miristic (numele IUPAC: acid 1-tetradecanoic) este un acid gras saturat destul de răspândit, cu formula moleculară  CH3(CH2)12COOH. Sărurile și esterii săi sunt cunoscuți sub numele de miristați. Denumirea sa comună provine de la numele științific al nucșoarei (Myristica fragrans), plantă din care a fost izolat pentru prima dată în 1841 de către Lyon Playfair.

## Răspândire

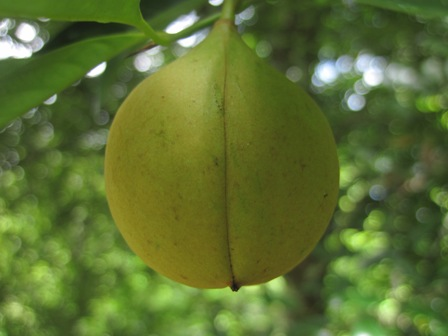
Fructul de Myristica fragrans conține acid miristic

Untul de nucșoară are un conținut de 75% trimiristină, aceasta fiind o trigliceridă a acidului miristic. În afară de nucșoară, acidul mai este întâlnit în uleiul de cocos, grăsimea din lactate, laptele de bovine (8-14%) și în laptele matern uman (8,6%), fiind de asemenea și un component al multor grăsimi animale. Se mai găsește în rizomii speciilor de stânjenel (Iris sp.), precum Iris germanica și Iris pallida.

## Proprietăți
Prin reducerea sa se obține aldehidă miristică și alcool miristic (1-tetradecanol).